# وين مينت
وين مينت (بالبورمية: ဝင်း မြင့်)‏؛ تنطق: [Wɪ́ɴ mjɪ̰ɴ]؛ من مواليد 8 نوفمبر 1951) هو سياسي بورمي وسجين سياسي سابق شغل منصب الرئيس العاشر لميانمار من 2018 إلى 2021، حيث اعتقل من قبل الجيش في انقلاب عسكري. شغل منصب رئيس مجلس النواب في ميانمار من 2016 إلى 2018. كما شغل منصب عضو في البرلمان عن مجلس النواب (بييثو هلوتاو) من 2012 إلى 2018. كان يُنظر إلى وين مينت على أنه حليف مهم ونائب لمستشارة الدولة أون سان سو تشي، التي شغلت منصب الرئيس الفعلي للحكومة ولكن مُنعت دستوريًا من الرئاسة.

## النشأة والتعليم
وُلد وين مينت في قرية نياونغ تشونغ في دانوبيو في منطقة أيياروادي في بورما لأبوين تون كين وداو ثان. تخرج بدرجة بكالوريوس العلوم في الجيولوجيا من جامعة يانغون للفنون والعلوم.

## الحياة السياسية

### انتفاضة 1988 وانتخابات 1990
بعد تخرجه من الجامعة، أصبح وين مينت محاميًا في المحكمة العليا عام 1981 وأصبح محاميًا في المحكمة العليا في ميانمار في عام 1985، ثم أصبح محامياً في المحكمة العليا. سُجن لدوره في انتفاضة 8888، ووصفه البعض ممن قابلوه بأنه كتاب مغلق.
خرج من السجن في الوقت المناسب للانتخابات العامة في ميانمار عام 1990 ، والتي ألغاها الجيش لاحقًا ، ترشح بنجاح لمنطقة دانوبيو في منطقة أيياروادي، وفاز بأغلبية 20388 (56٪ من الأصوات)، ولكن لم يُسمح له بشغل مقعده مطلقًا.

### انتخابات 2012 الفرعية وانتخابات 2015
استأنف مسيرته السياسية في الانتخابات الفرعية في ميانمار عام 2012، وفاز في مقعد في مجلس النواب في دائرة باثين، وتولى منصب سكرتير لجنة سيادة القانون في البرلمان. في ال انتخابات العامة لعام 2015، انتخب نائبًا لبييثو هلوتاو عن بلدة تاموي شغل منصب رئيس مجلس النواب في ميانمار من 2016 إلى 2018.

## الرئاسة
بعد استقالة تين كياو كرئيس لميانمار، استقال وين مينت من منصب رئيس مجلس النواب في بييثو هلوتاو في 21 مارس 2018، وهي خطوة اعتبرها الكثيرون بمثابة إعداد من قبل الرابطة الوطنية من أجل الديمقراطية لصالح وين مينت لاقتراحه كمرشح لـ الرئاسة. وخلفه نائبه تي خون ميات. أكد مجلس نواب ميانمار انتخاب وين مينت كمرشح لمجلس النواب لمنصب نائب الرئيس في 23 مارس 2018، مما يمهد الطريق لـ وين منيت للدخول في العملية الانتخابية لرئيس ميانمار المقبل. هزم مرشح حزب الاتحاد للتضامن والتنمية ثونغ آي بـ 273 صوتًا مقابل 27 للأخير. وانتخب وين مينت ليكون الرئيس العاشر لميانمار من قبل (اجتماع مشترك لمجلسي الهيئة التشريعية الوطنية) في 28 مارس 2018، حيث صوت 403 من أصل 636 مشرعًا لصالحه.
في 17 أبريل 2018، منح وين مينت عفواً عن 8500 سجين، من بينهم 51 أجنبياً و36 سجيناً سياسياً.

### اعتقاله
في 1 فبراير 2021، اعتُقل من قبل الجيش في ميانمار بعد إعلان الجيش أن نتائج الانتخابات العامة التي جرت في نوفمبر 2020 كانت مزورة.